# 原木中山駅

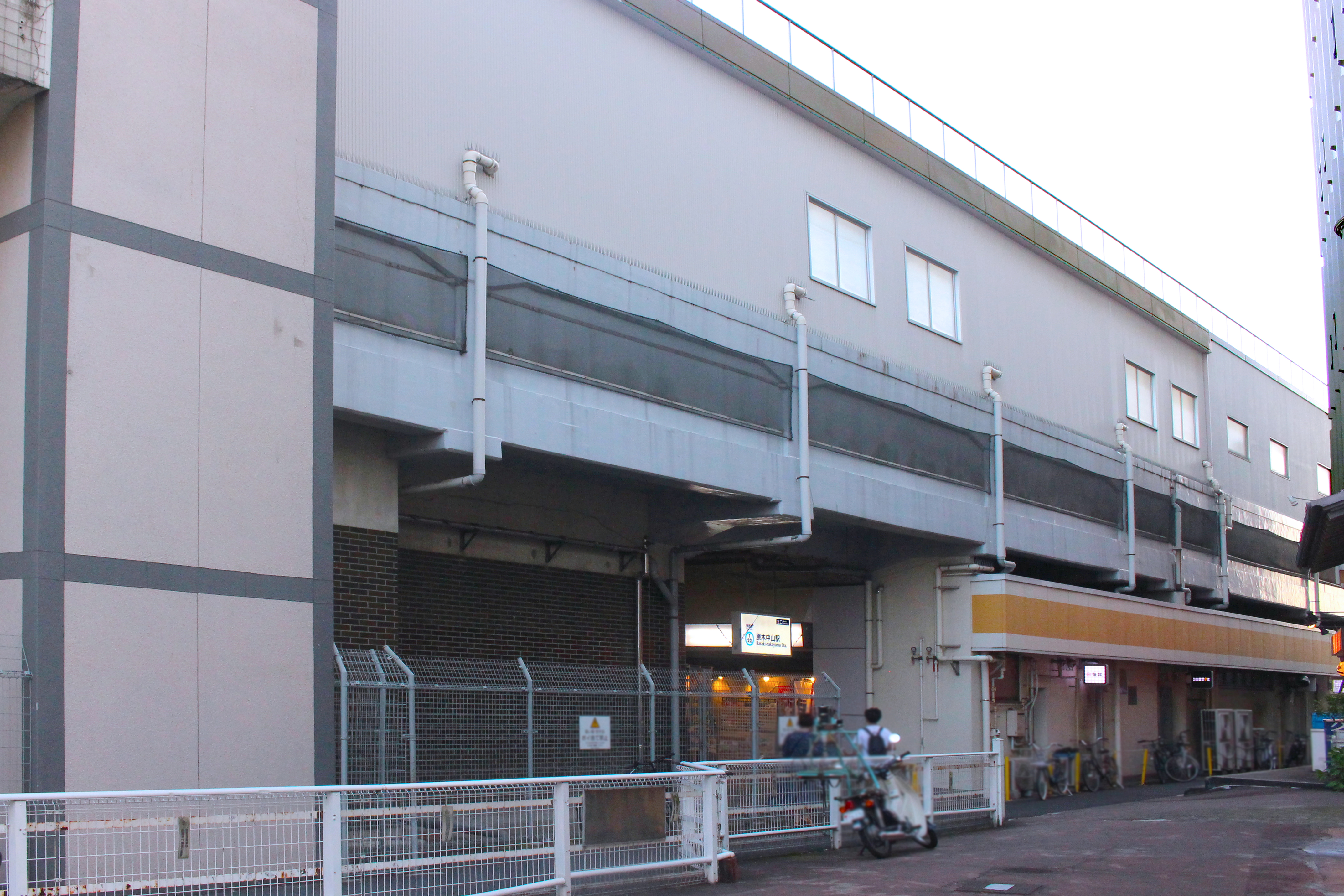
北口（2024年8月）

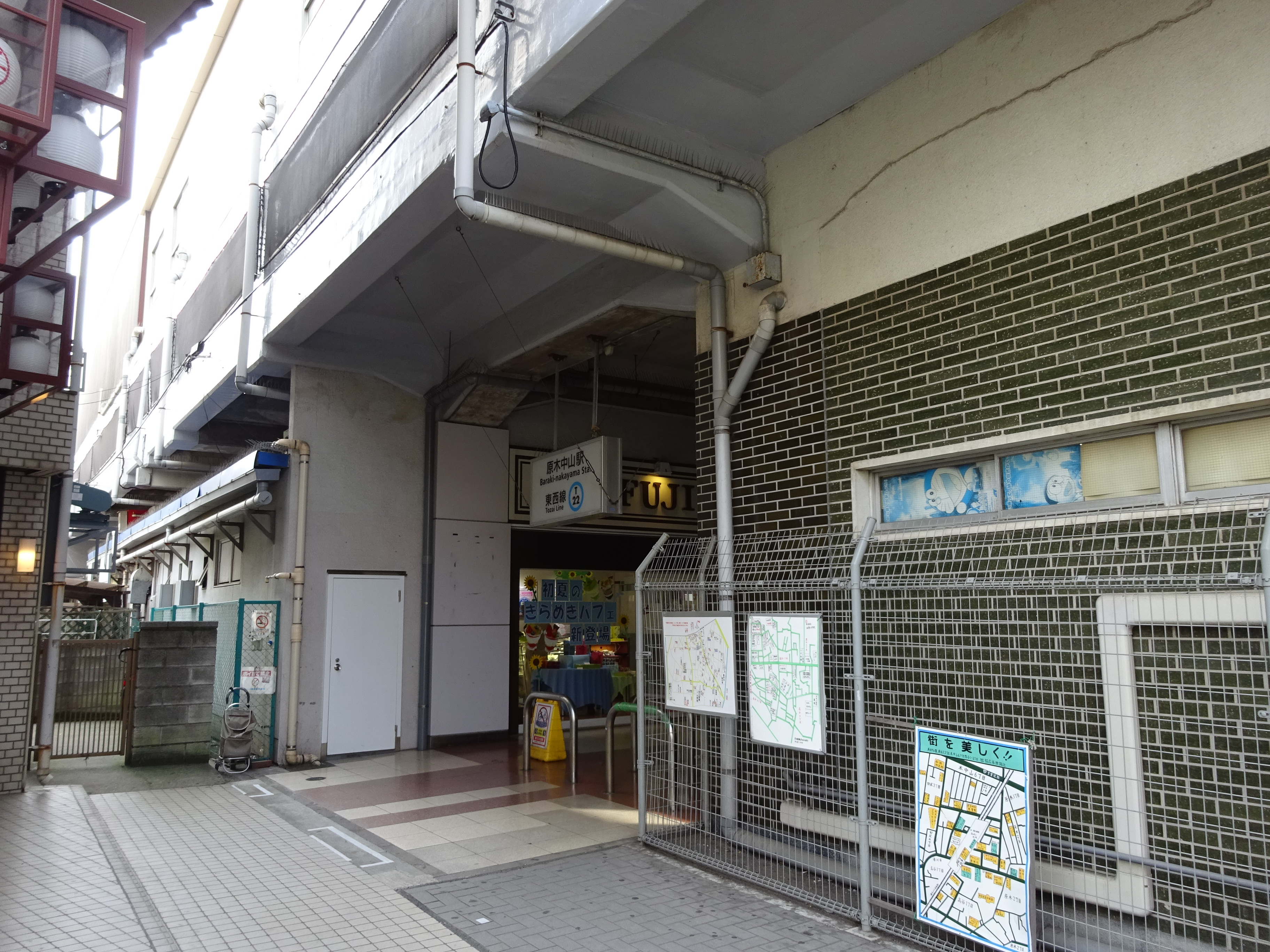
南口（2017年6月）

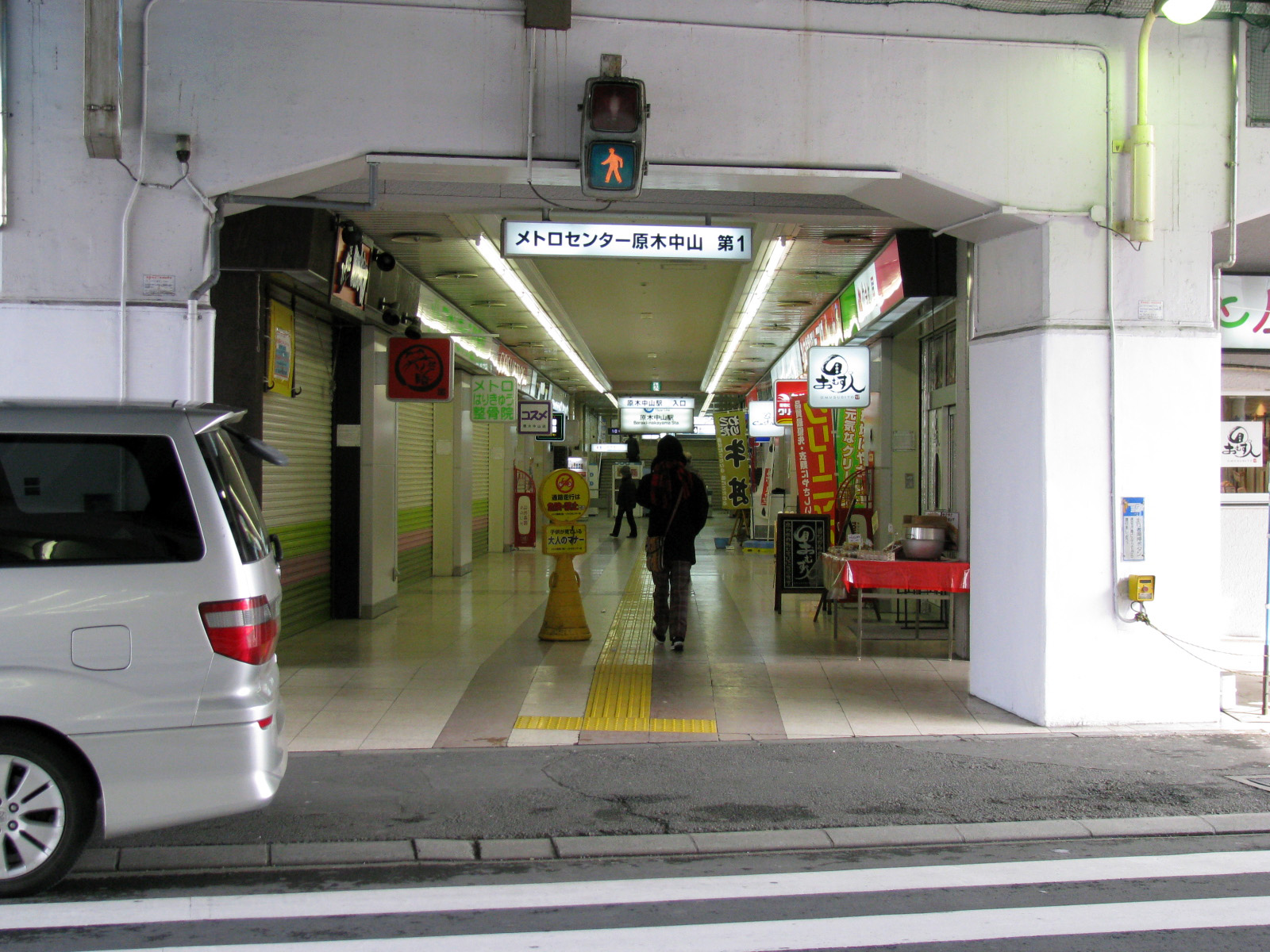
西口 メトロセンター原木中山第1（2008年2月）

原木中山駅（ばらきなかやまえき）は、千葉県船橋市本中山七丁目にある、東京地下鉄（東京メトロ）東西線の駅である。駅番号はT 22。

## 歴史
駅舎は船橋市にあるが、ホームの端は市川市との境まで50m程の場所にあり、市川市民の利用も多い。
駅名は市川市の原木と船橋市の本中山の合成であり、合成駅名の駅は小竹向原駅など複数存在するが、営団地下鉄では初の例となる。
1918年（大正7年）まで東葛人車鉄道が当駅から程近い所を走っていた。近辺ではかつて成田新幹線が通る予定があり、その用地が一部取得されていたとされる。

### 年表
- 1969年（昭和44年）3月29日：開業。
- 2004年（平成16年）4月1日：帝都高速度交通営団（営団地下鉄）民営化に伴い、当駅は東京地下鉄に継承される[3]。
- 2007年（平成19年）3月18日：ICカード「PASMO」の利用が可能となる[4]。
- 2013年（平成25年）8月27日：「東西線ソーラー発電所」計画の一環で当駅に太陽光発電システムが導入される[5]。
- 2015年（平成27年）6月12日：発車メロディを導入[6]。

## 駅構造
副本線（待避線）2線の外側に相対式ホーム2面を配した高架駅である。中央の2線は通過線（本線）である。葛西駅と同様に副本線への分岐器通過速度制限は60 km/hで、地上信号方式ATC時代は信号機によって分岐器手前で65 km/h（減速現示）、ホーム中程で40 km/h（注意現示）の速度制限があった。開業時は西船橋側にA線（西船橋方面）とB線（中野方面）間の分岐器が設置されていたが、のちに撤去された。そのため、当駅での折り返しは原則不可能だが、トラブル時に一旦原木中山行きとして運行されることがある。
駅構内には、1階の改札口から中2階を経て2階のホームへとつながる階段があり、中2階と1番線、2番線ホームを繋ぐエスカレーターがそれぞれ1基ずつ設置されている。エレベーターは、1階の改札口から直接ホームへと繋がっているが、1番線ホームのエレベーターのみ別の改札を出入りすることになる。トイレは1階の改札内にあり、多機能トイレも併設されている。

### のりば
| 番線 | 路線   | 行先                           |
| ---- | ------ | ------------------------------ |
| 1    | 東西線 | 西船橋・津田沼・東葉勝田台方面 |
| 2    | 東西線 | 中野・三鷹方面                 |

（出典：東京メトロ:構内図）
当駅で各駅停車は快速の通過待ちをすることがある。妙典駅が開業する前は朝夕ラッシュ時に快速を待避する列車が多数設定されていたが、現行ダイヤでは妙典駅での待避が多い。ただし、妙典駅始発が通勤快速の通過後を後追い発車する際に、西船橋駅からの各駅停車は先に当駅で通勤快速を待避する。

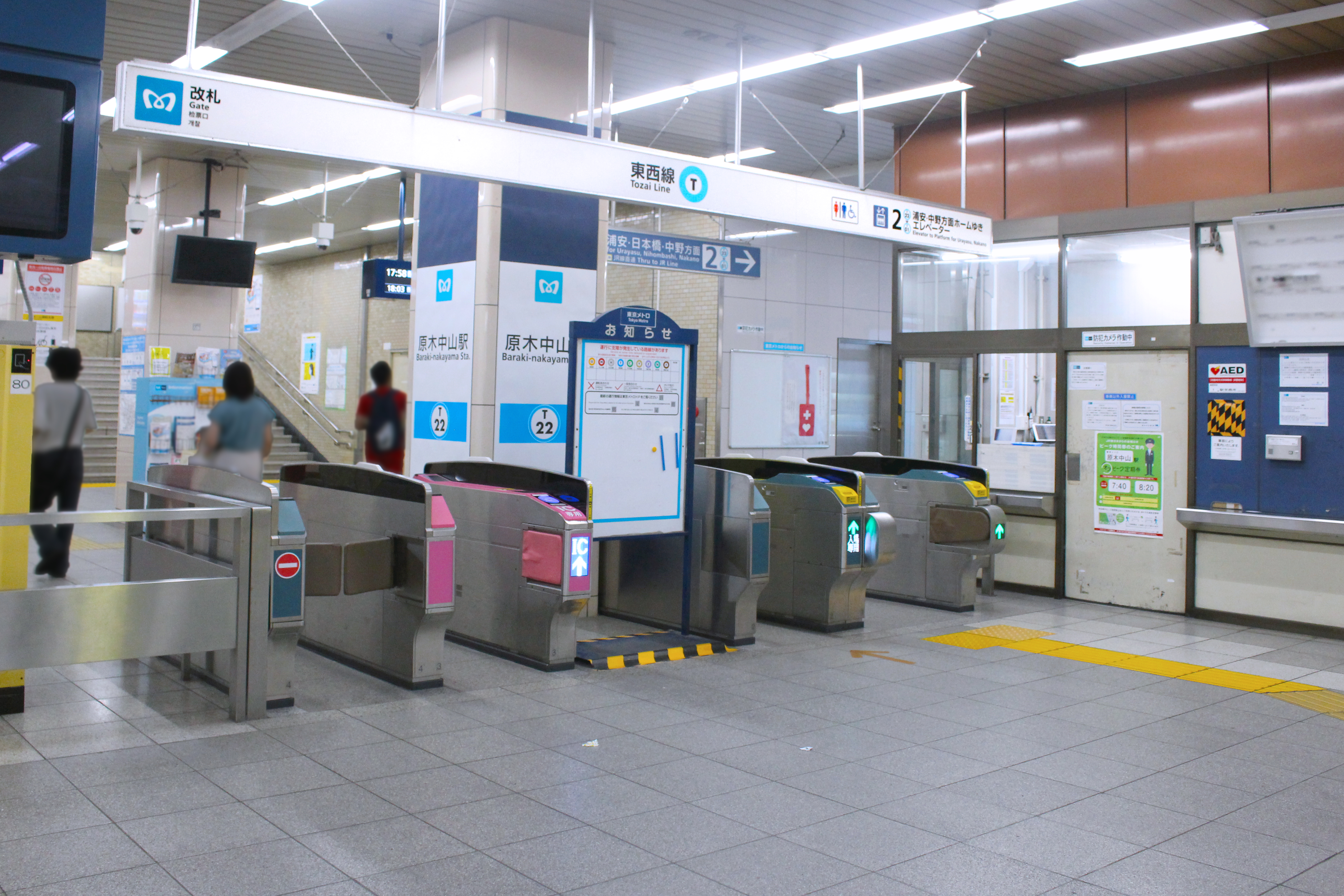
改札口（2024年8月）
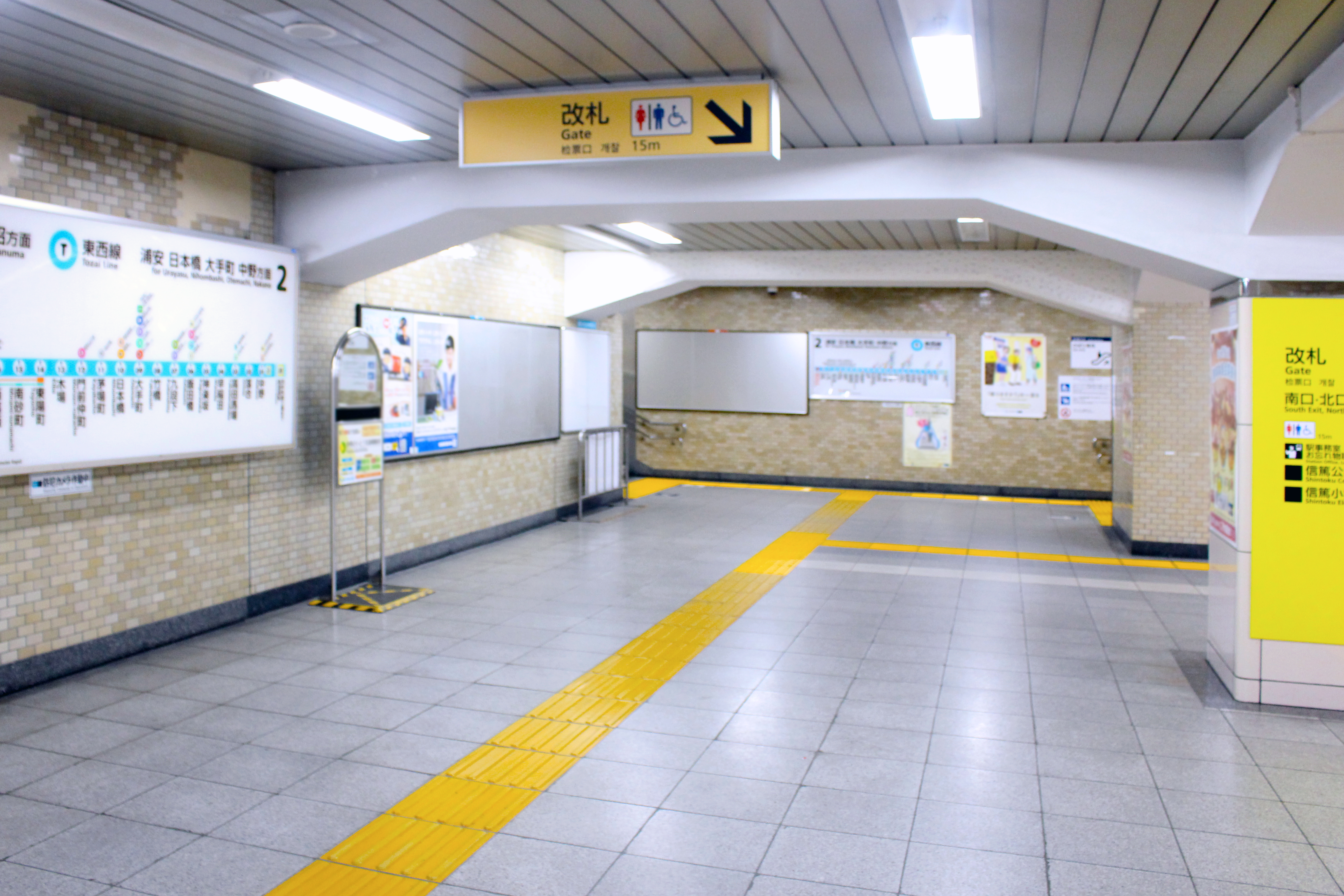
改札内コンコース（2024年8月）
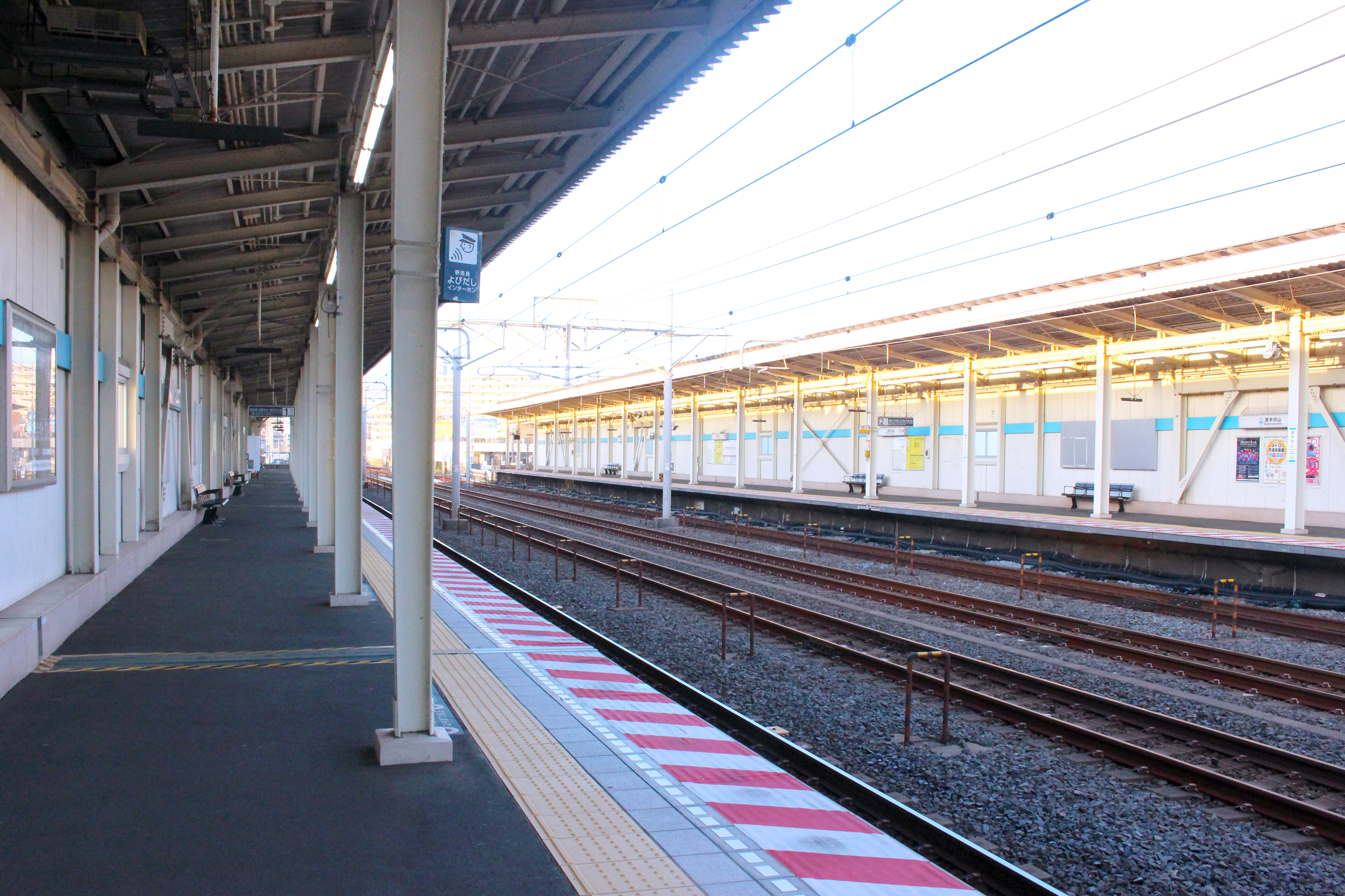
駅ホーム（2024年8月）
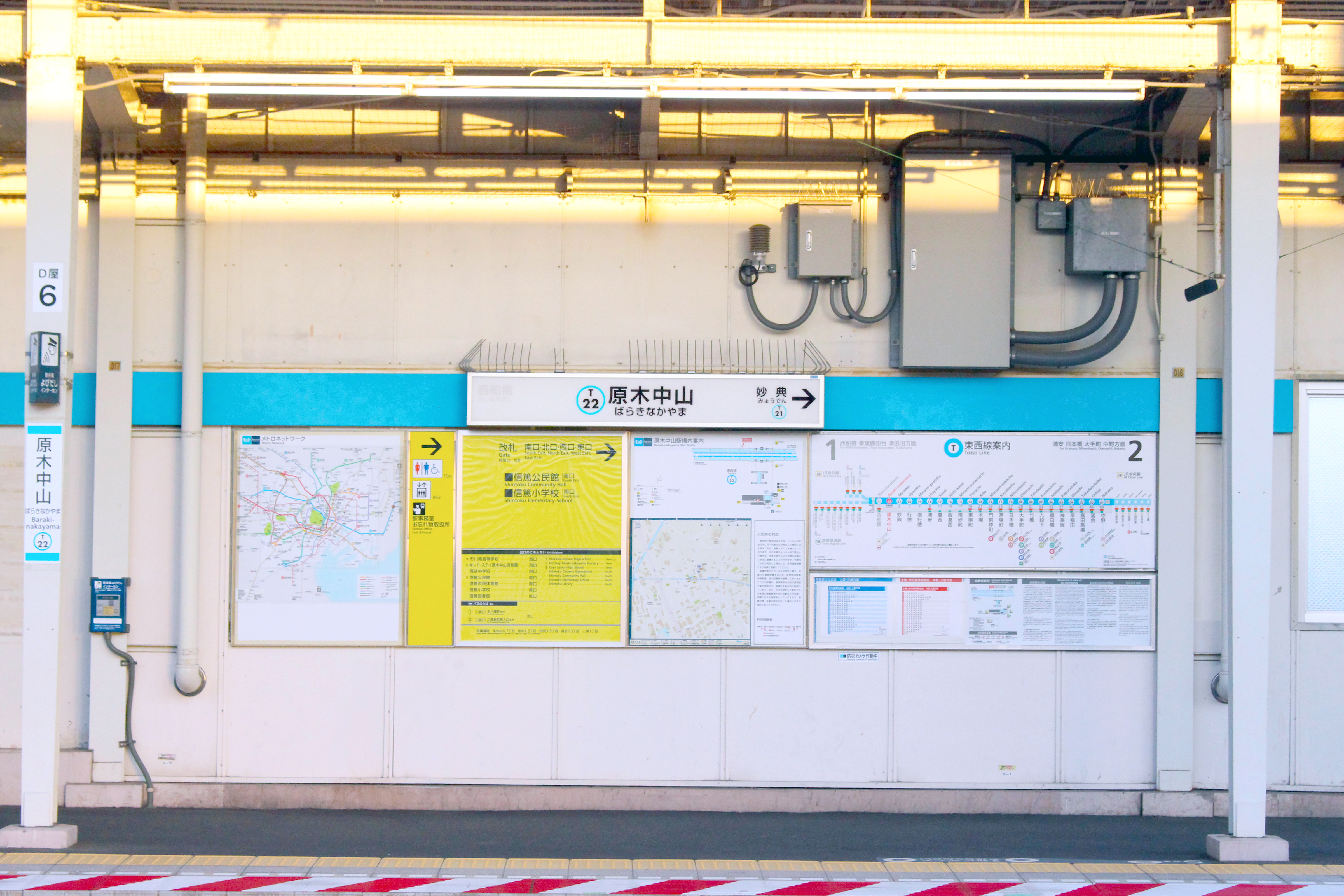
駅名標（2024年8月）

### 発車メロディ
2015年6月12日から向谷実作曲の発車メロディ（発車サイン音）を使用している。
曲は1番線が「A Day in the METRO」、2番線が「Beyond the Metropolis」である（詳細は東京メトロ東西線#発車メロディを参照）。

### 駅高架下商業施設（メトロセンター原木中山）
出店店舗の一覧・詳細情報はメトログルメ・ショッピングセンター公式サイトを参照。

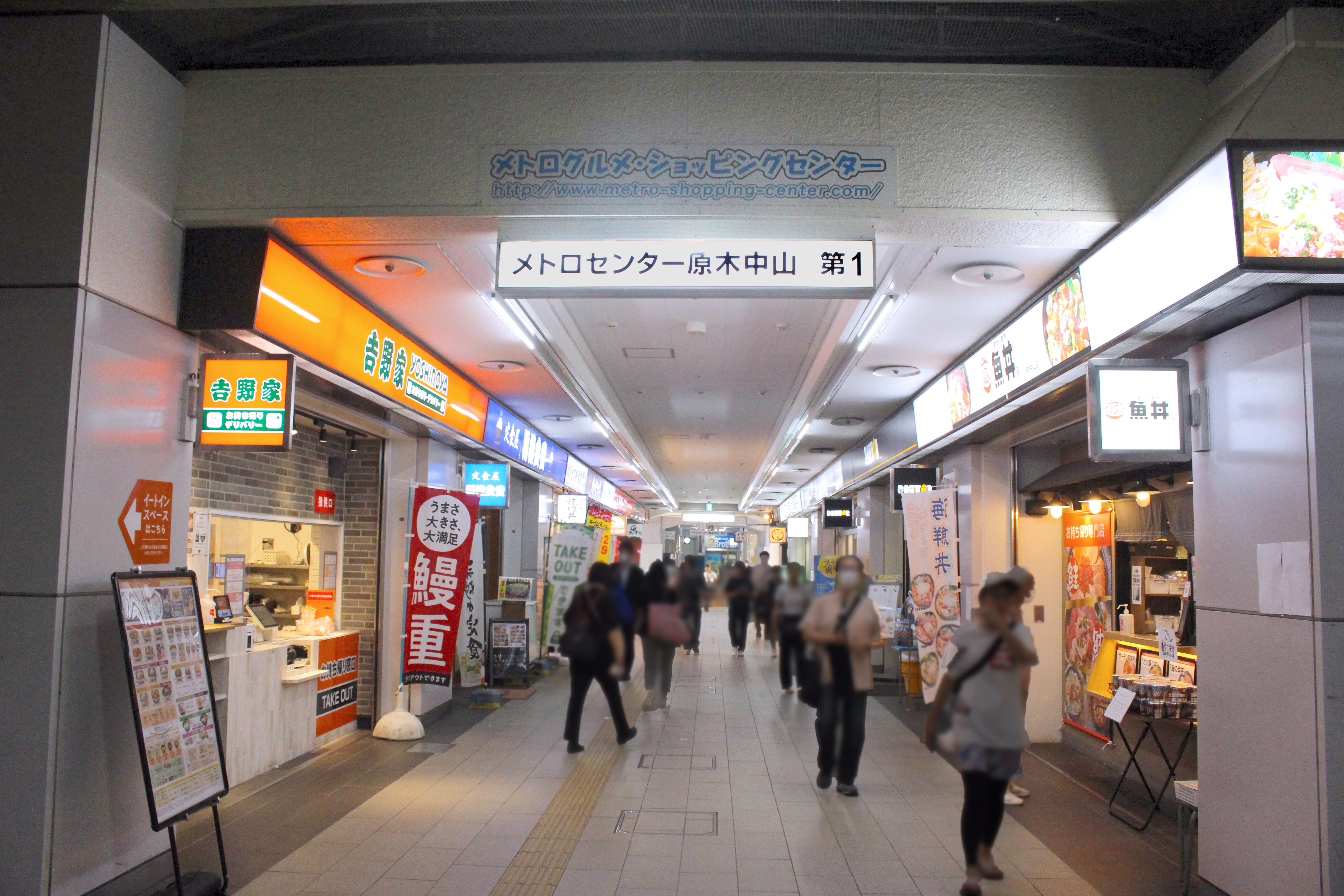
メトロセンター原木中山第1（2024年8月）
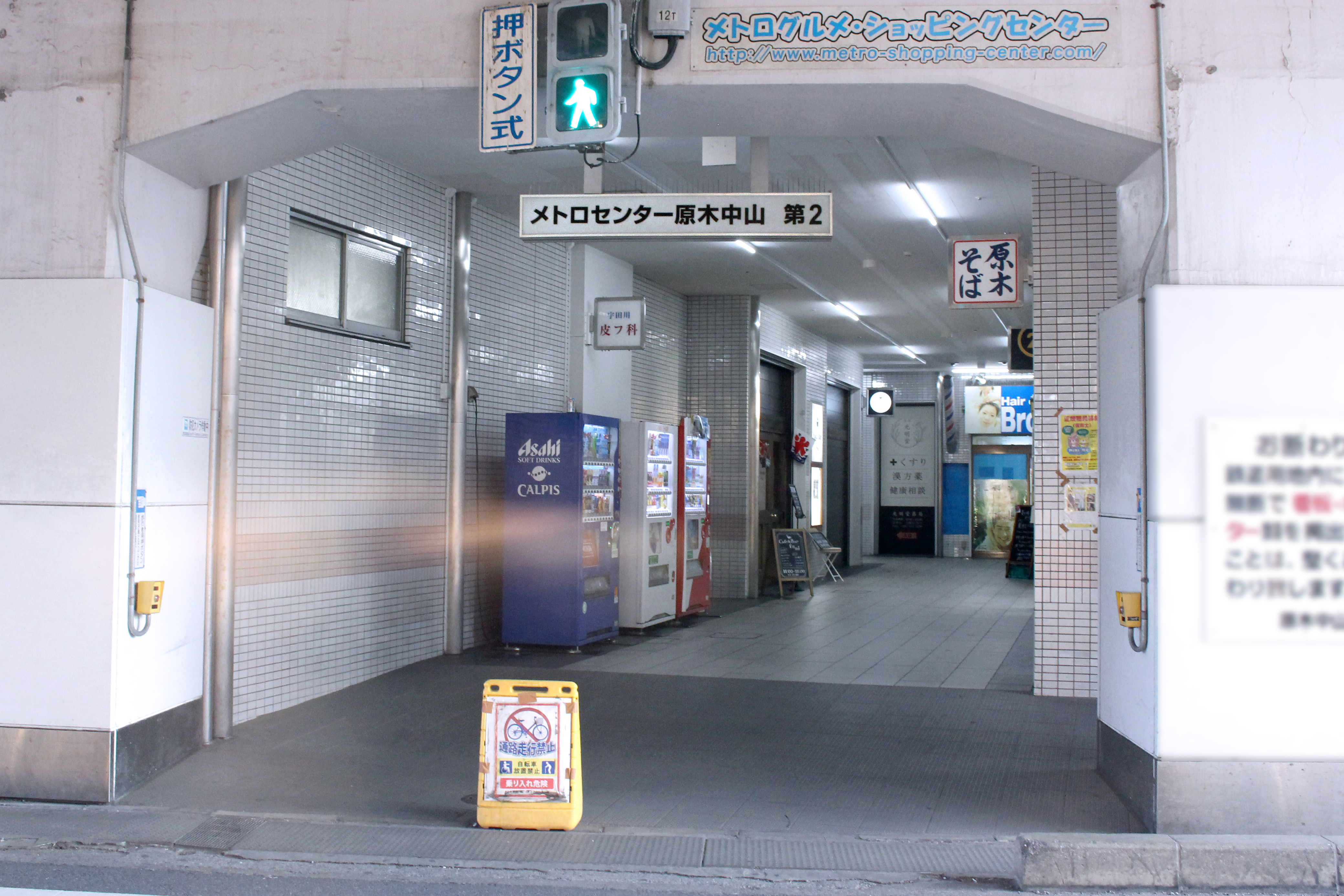
メトロセンター原木中山第2（2024年8月）

## 利用状況
2024年度の1日平均乗降人員は27,159人であり、東京メトロ全130駅中118位。
近年の1日平均乗降人員・乗車人員の推移は以下の通りである。
| 年度               | 1日平均 乗降人員 | 1日平均 乗車人員 | 出典              |
| ------------------ | ---------------- | ---------------- | ----------------- |
| 1969年（昭和44年） | 3,552            |                  |                   |
| 1975年（昭和50年） |                  | 4,556            | [ 千葉県統計 1 ]  |
| 1976年（昭和51年） |                  | 4,797            | [ 千葉県統計 2 ]  |
| 1977年（昭和52年） |                  | 5,259            | [ 千葉県統計 3 ]  |
| 1978年（昭和53年） |                  | 5,565            | [ 千葉県統計 4 ]  |
| 1979年（昭和54年） |                  | 5,639            | [ 千葉県統計 5 ]  |
| 1980年（昭和55年） |                  | 5,940            | [ 千葉県統計 6 ]  |
| 1981年（昭和56年） |                  | 6,320            | [ 千葉県統計 7 ]  |
| 1982年（昭和57年） |                  | 6,571            | [ 千葉県統計 8 ]  |
| 1983年（昭和58年） |                  | 6,937            | [ 千葉県統計 9 ]  |
| 1984年（昭和59年） |                  | 7,281            | [ 千葉県統計 10 ] |
| 1985年（昭和60年） |                  | 7,668            | [ 千葉県統計 11 ] |
| 1986年（昭和61年） |                  | 8,180            | [ 千葉県統計 12 ] |
| 1987年（昭和62年） |                  | 8,944            | [ 千葉県統計 13 ] |
| 1988年（昭和63年） |                  | 9,617            | [ 千葉県統計 14 ] |
| 1989年（平成元年） |                  | 9,930            | [ 千葉県統計 15 ] |
| 1990年（平成02年） |                  | 10,835           | [ 千葉県統計 16 ] |
| 1991年（平成03年） |                  | 10,886           | [ 千葉県統計 17 ] |
| 1992年（平成04年） |                  | 11,231           | [ 千葉県統計 18 ] |
| 1993年（平成05年） |                  | 11,421           | [ 千葉県統計 19 ] |
| 1994年（平成06年） |                  | 11,478           | [ 千葉県統計 20 ] |
| 1995年（平成07年） |                  | 11,318           | [ 千葉県統計 21 ] |
| 1996年（平成08年） |                  | 11,393           | [ 千葉県統計 22 ] |
| 1997年（平成09年） |                  | 11,493           | [ 千葉県統計 23 ] |
| 1998年（平成10年） |                  | 11,485           | [ 千葉県統計 24 ] |
| 1999年（平成11年） |                  | 11,190           | [ 千葉県統計 25 ] |
| 2000年（平成12年） |                  | 11,009           | [ 千葉県統計 26 ] |
| 2001年（平成13年） |                  | 11,027           | [ 千葉県統計 27 ] |
| 2002年（平成14年） | 21,457           | 10,974           | [ 千葉県統計 28 ] |
| 2003年（平成15年） | 21,018           | 10,755           | [ 千葉県統計 29 ] |
| 2004年（平成16年） | 21,634           | 10,690           | [ 千葉県統計 30 ] |
| 2005年（平成17年） | 21,291           | 10,520           | [ 千葉県統計 31 ] |
| 2006年（平成18年） | 21,505           | 10,602           | [ 千葉県統計 32 ] |
| 2007年（平成19年） | 22,613           | 11,106           | [ 千葉県統計 33 ] |
| 2008年（平成20年） | 22,966           | 11,257           | [ 千葉県統計 34 ] |
| 2009年（平成21年） | 22,741           | 11,199           | [ 千葉県統計 35 ] |
| 2010年（平成22年） | 23,023           | 11,365           | [ 千葉県統計 36 ] |
| 2011年（平成23年） | 23,423           | 11,557           | [ 千葉県統計 37 ] |
| 2012年（平成24年） | 24,239           | 11,923           | [ 千葉県統計 38 ] |
| 2013年（平成25年） | 25,019           | 12,323           | [ 千葉県統計 39 ] |
| 2014年（平成26年） | 25,327           | 12,530           | [ 千葉県統計 40 ] |
| 2015年（平成27年） | 26,016           | 12,872           | [ 千葉県統計 41 ] |
| 2016年（平成28年） | 26,636           | 13,171           | [ 千葉県統計 42 ] |
| 2017年（平成29年） | 27,342           | 13,518           | [ 千葉県統計 43 ] |
| 2018年（平成30年） | 27,641           | 13,666           | [ 千葉県統計 44 ] |
| 2019年（令和元年） | 27,467           | 13,591           | [ 千葉県統計 45 ] |
| 2020年（令和02年） | 21,968           | 10,949           | [ 千葉県統計 46 ] |
| 2021年（令和03年） | 23,206           | 11,559           | [ 千葉県統計 47 ] |
| 2022年（令和04年） | 24,911           | 12,392           | [ 千葉県統計 48 ] |
| 2023年（令和05年） | 26,349           |                  |                   |
| 2024年（令和06年） | 27,159           |                  |                   |

## 駅周辺
付近に市川市との市境があり、市川市民の利用も多い。駅北側1.5km程の位置に下総中山駅（JR総武本線）、南西側2km程の位置に二俣新町駅（JR京葉線）がある。
当駅周辺は首都高速湾岸線、東関東自動車道（湾岸市川インターチェンジ）、京葉道路（原木インターチェンジ・京葉市川インターチェンジ）、東京外環自動車道（市川南インターチェンジ）という大型道路に囲まれ、国道14号、千葉県道6号市川浦安線、千葉県道179号船橋行徳線、千葉県道283号若宮西船市川線が走る。
京葉道路原木インターチェンジ周辺の混雑緩和や駅周辺の道路整備なども必要とされていたため、2019年（平成31年）3月26日に江戸川を挟む高谷地区と妙典地区を結び、浦安市舞浜まで一直線に繋ぐ妙典橋が開通し、首都高速湾岸線と比べて舞浜方面への徒歩や自転車での通行の利便性も改善され、市川市内の交通混雑緩和と災害時の緊急輸送路としての役割を担う重要路線となった。
駅付近は比較的狭い道路が入り組んでいる住宅地で、西側の田尻は工業地域でマンションや工場、倉庫が混在している。この地区には学校がなく通学が不便なことや、市川市立信篤小学校や市川市立第六中学校が一時満杯になったなどが問題となっており、市川市では2004年（平成16年）にマンション規制を敷いたが、長期的には大規模小学校対策や待機児童をなくすための保育所の新設が必要とされている。高谷には産業廃棄物処理施設が多いが、ダイオキシン類は環境基準値を達成している。
市政が異なる場所に位置し、市川市側は市街化調整区域もあり、新市街地整備計画で防災機能の確保と江戸川放水路を始めとする地域の特性を生かした緑の拠点となる公園の整備が予定されている、船橋市との合併や政令指定都市への移行、原木中山駅周辺の都市再開発、信篤公民館と図書館等の建替えや移転なども計画され、土地の有効利用など早期改善も望まれている。
江戸川の河口付近はハゼ釣りの名所として知られ、東西線の江戸川橋梁付近には釣船が多く係留され、夏になると「江戸川ハゼ釣り場下車駅」という表示がホームの壁に掲出されていたことがあり、夏場は釣り客の乗降が多い。
毎月第一土曜日には駅前ロータリー交差点で朝市が開催されている。

### 北口
- 市川警察署
- 市川市立第六中学校
- 市川市立鬼高小学校
- 船橋市立小栗原小学校
- 船橋本中山郵便局
- 京葉銀行 原木中山支店
- JAいちかわ 原木中山支店
- SHOPS
  - ユニディ ショップス市川店[20]
  - ルームデコ 市川店
  - スポーツデポ ショップス市川店[21]
  - 生活協同組合コープみらい コープ市川店
- ヤオコー 市川田尻店
- オーケー 市川田尻店
- マツモトキヨシ 原木中山店
- ウエルシア薬局 船橋二子店
- セイムス 本郷町店
- ケーズデンキ 市川インター店
- 建デポ 市川田尻店

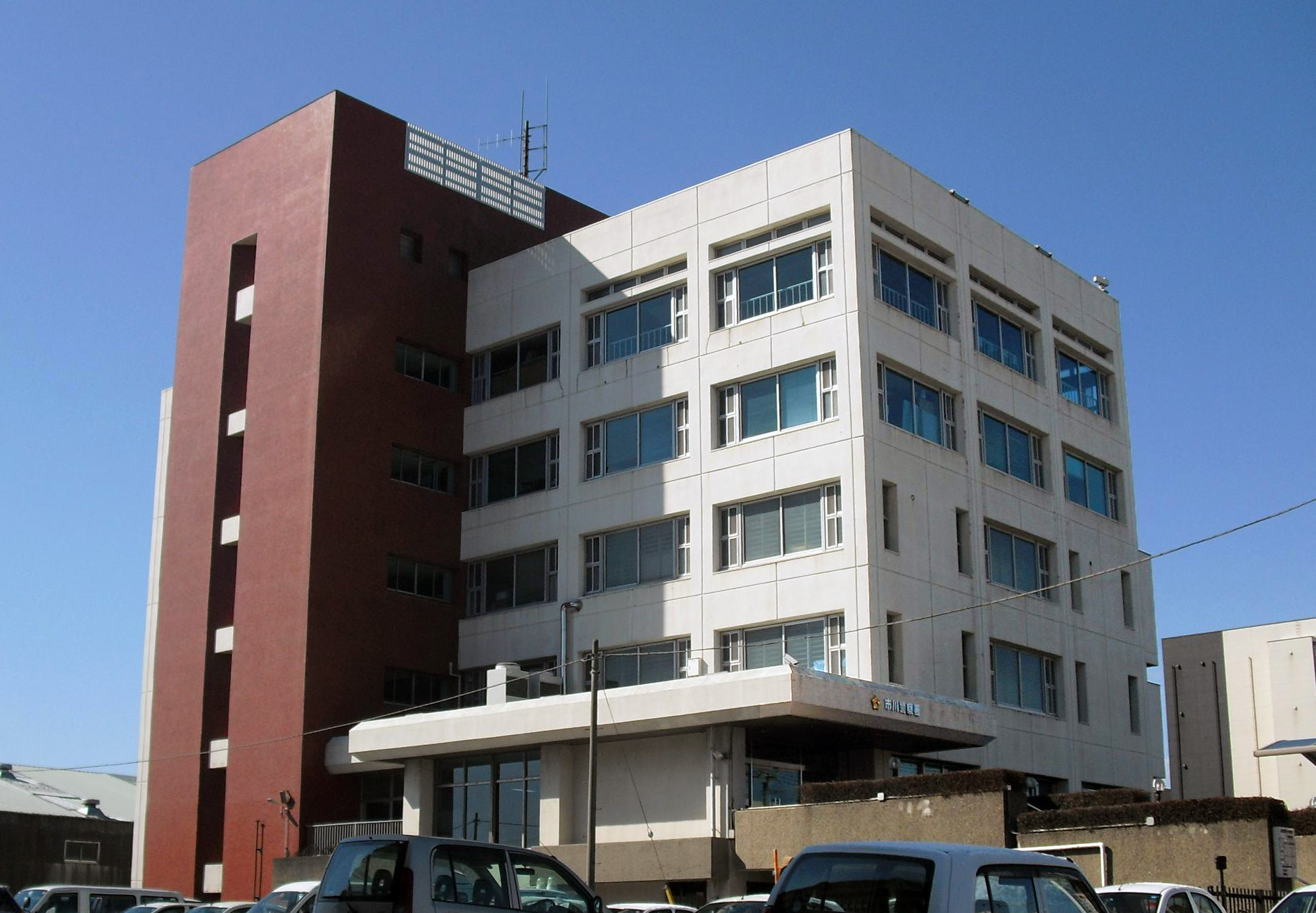
市川警察署

- コミックとらのあな 物流センター（Toranoana Logistics Center）
- 松居産商 市川本社工場
- 平和化学工業所 本社
- 田尻日枝神社
- 円福寺
- 浄経寺
- 原木中山ゴルフセンター

### 南口
- 市川市役所 信篤窓口連絡所
- 市川市立図書館 信篤図書館
- 市川市信篤公民館
- 市川市信篤市民体育館
- 市川警察署 原木交番
- 千葉県立市川南高等学校
- 千葉県立市川特別支援学校
- 市川市立高谷中学校
- 市川市立信篤小学校
- 原木幼稚園
- 原木中山駅前クリニックビル
- 市川原木郵便局

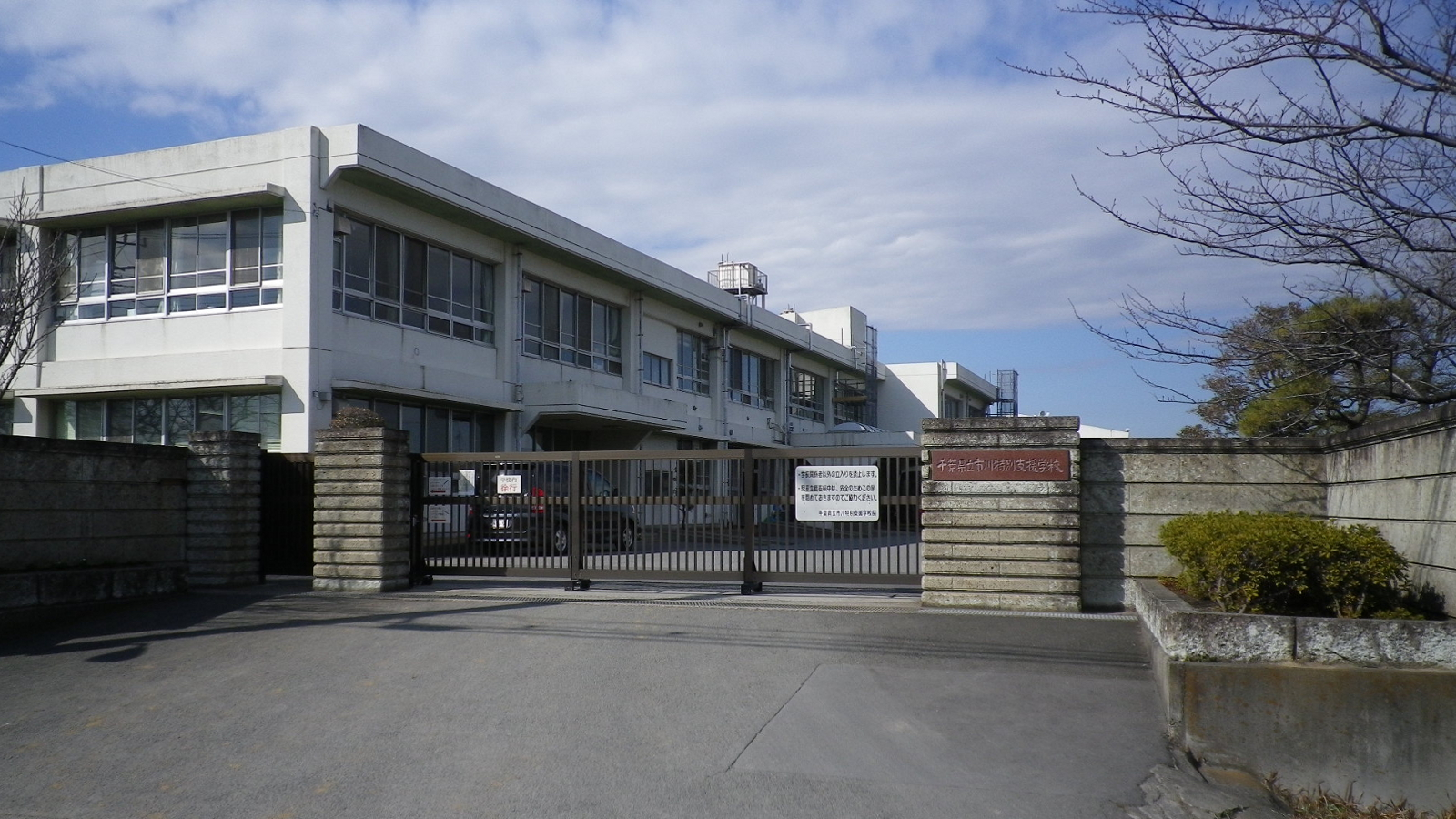
千葉県立市川特別支援学校

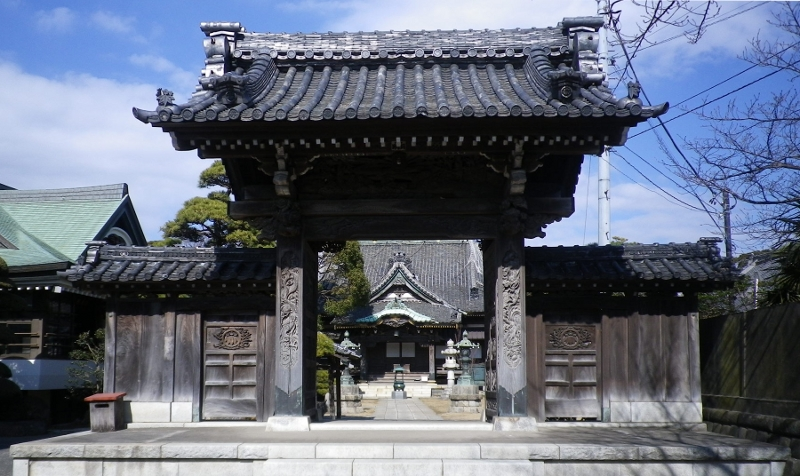
原木山妙行寺

- 業務スーパー 原木中山店（ヤマイチがフランチャイジー）
- ワイズマート 原木店
- ワイズマートディスカ 西船本郷店
- 生鮮市場てらお 西船橋店
- シントク薬局
- 原木日枝神社
- 高谷大鷲神社
- 原木山妙行寺
- 安養寺
- 了極寺
- 常明寺
- クリーンスパ市川
- 小林香料株式会社　市川研究所

## その他
東西線で運用される電車にはすべて行先表示器に「原木中山」の表示コマが用意されている。これは日本国有鉄道（国鉄、現・東日本旅客鉄道（JR東日本））がストライキ実施の際、西船橋駅に入線できない場合は当駅での折り返しを想定していたためである。ただし前記したように西船橋側に設置されていたA線とB線間の分岐器は撤去されたため、当駅での折り返しは不可能となっている。

## 隣の駅
東京地下鉄（東京メトロ）
 東西線
■快速・■通勤快速（通勤快速は中野方面のみ運転）
通過
■各駅停車
妙典駅 (T 21) - 原木中山駅 (T 22) - 西船橋駅 (T 23)